# 香坂みり
香坂 みり（こうさか みり）は、日本の漫画家。

## 略歴
- 2013年 - 第545回別マまんがスクールにおいて、デビュー賞を受賞。デビュー作として『うしろの日向くん』が『別冊マーガレットsister』に掲載された。

## 作品リスト
全て集英社、マーガレットコミックスから刊行されている。
- わたしの巨人くん（2017年9月25日発売[1][2]、『別冊マーガレットsister』2016年5月増刊号春フェスVol.1 - 7月増刊号春フェスVol.3、ISBN 978-4-08-845827-4、全1巻）
  - アフタースクール キス（『別冊マーガレット』2017年4月号別冊ふろく『KISS COLLECTION』）
  - 「わたしの巨人くん」おまけ漫画「付き合ってからのふたり①」（描きおろし）
  - 「わたしの巨人くん」おまけ漫画「付き合ってからのふたり②」（描きおろし）

### イラスト
- （タイトルなし）（『別冊マーガレット』2019年8月号別冊ふろく『可愛い小さな恋の話。』）

### 単行本未収録作品
- うしろの日向くん（『別冊マーガレットsister』2013年12月増刊号、デビュー作。）
- 恋なの?（『別冊マーガレット』2014年4月号別冊ふろく『moi!』2号）
- きらきらが咲く（『別冊マーガレット』2014年8月号別冊ふろく『moi!』6号）
- ミルクとビターチョコ（『別冊マーガレットsister』2015年11月増刊号）
- ベツマカルチャークラブ 私のスクールDAYS![3]（『別冊マーガレット』2016年1月号）
- 12月は君と（『ザ マーガレット』2016年2月号）
- ラララメランコリー（『別冊マーガレット』2016年8月号別冊ふろく『夏の恋しよう!』）
- きみを見つけたあの日から（『別冊マーガレット』2017年9月号別冊ふろく『別冊マーガレットsister』Vol.1）
- 茜君はいつも恋を見てる（『別冊マーガレット』2019年8月号別冊ふろく『可愛い小さな恋の話。』、『別冊マーガレット』2019年12月号、『別冊マーガレット』2020年3月号）
- 隣の幼なじみ[4]（『別冊マーガレット』2021年5月号）
- 大路くんに怒られたい[5]（原作担当、作画：石田アズ、『別冊マーガレット』2022年4月号別冊ふろく『別マ BABY』Vol.16）